# SMILY☆SPIKY
SMILY☆SPIKY（スマイリー☆スパイキー）は、声優の宮野真守と髙木俊による2人組の男性ユニット。

## メンバー
- 宮野真守
- 髙木俊

コントライブ等では宮野真守がボケ担当、髙木俊がツッコミ担当。

## 活動
- 沖直美プレゼンツ「いい男まつり！」vol.5
- SMILY☆SPIKY　Miracle LIVE！
- SMILY☆SPIKY'Z　CAFE
- SHINJYUKU JACK（ゲスト出演）
- X'mas Special Live
- POARO LIVE in DOORS〜the 尻ぬぐい〜（ゲスト出演）

### 舞台
- SMILY☆SPIKY 「ダストスパート」（脚本・演出 照井裕隆）
- SMILY☆SPIKY 「ふたりぼっち」（脚本・演出 江戸川崇）
- SMILY☆SPIKY コントライブ「それかおじゃん。」（脚本・演出 伊福部崇）
- SMILY☆SPIKY コントライブ「あいつちょっとこっちみてやんの。」（脚本・演出 伊福部崇）

## CD

### シングル
- 「VeryVeryFunTime!!」/c/w：「君の顔思い出そう」 （ラジオ『SMILY☆SPIKYの「なまはこっうぇ!」』OPテーマ&EDテーマ）
- 「ハジメようぜ」/c/w：「Ready to go」 （ラジオ『SMILY☆SPIKYのきゃーちゃーりー!』OPテーマ&EDテーマ）
- 「Blow Wind」 （PS2ゲーム スキップ・ビート! OPテーマ）

### アルバム
- SMILY☆SPIKY ミニアルバム『ONE』
  - 「ONE」：（宮野真守&髙木俊）
  - 「恋のダイヤル6700」：（宮野真守&髙木俊）
  - 「初恋」：（宮野真守）
  - 「サンシャインベイベー」：（宮野真守）
  - 「白い月」：（髙木俊）
  - 「Angela」：（髙木俊）

- 宮野真守オリジナルアルバム『BREAK』 
  - 「卒業デイズ feat. SMILY☆SPIKY」

### ラジオCD
- SMILY☆SPIKYのきゃーちゃーりー! Vol.1、2

## ラジオ番組

### パーソナリティ
- SMILY☆SPIKYのきゃーちゃーりー!（WEBラジオジャスクリ 2008年4月4日 - 2009年1月9日）
- SMILY☆SPIKYの「なまはこっうぇ!」（BBstation 2009年2月3日 - ）

### ゲスト出演
- A&G 超RADIO SHOW〜アニスパ!〜（2007年11月3日 第188回）

## 書籍
- 宮野真守×髙木俊 - SMILY☆SPIKY×ハービー・山口（スタジオワープ） ISBN 4-86010-235-5